# Christiane Henriette Koch

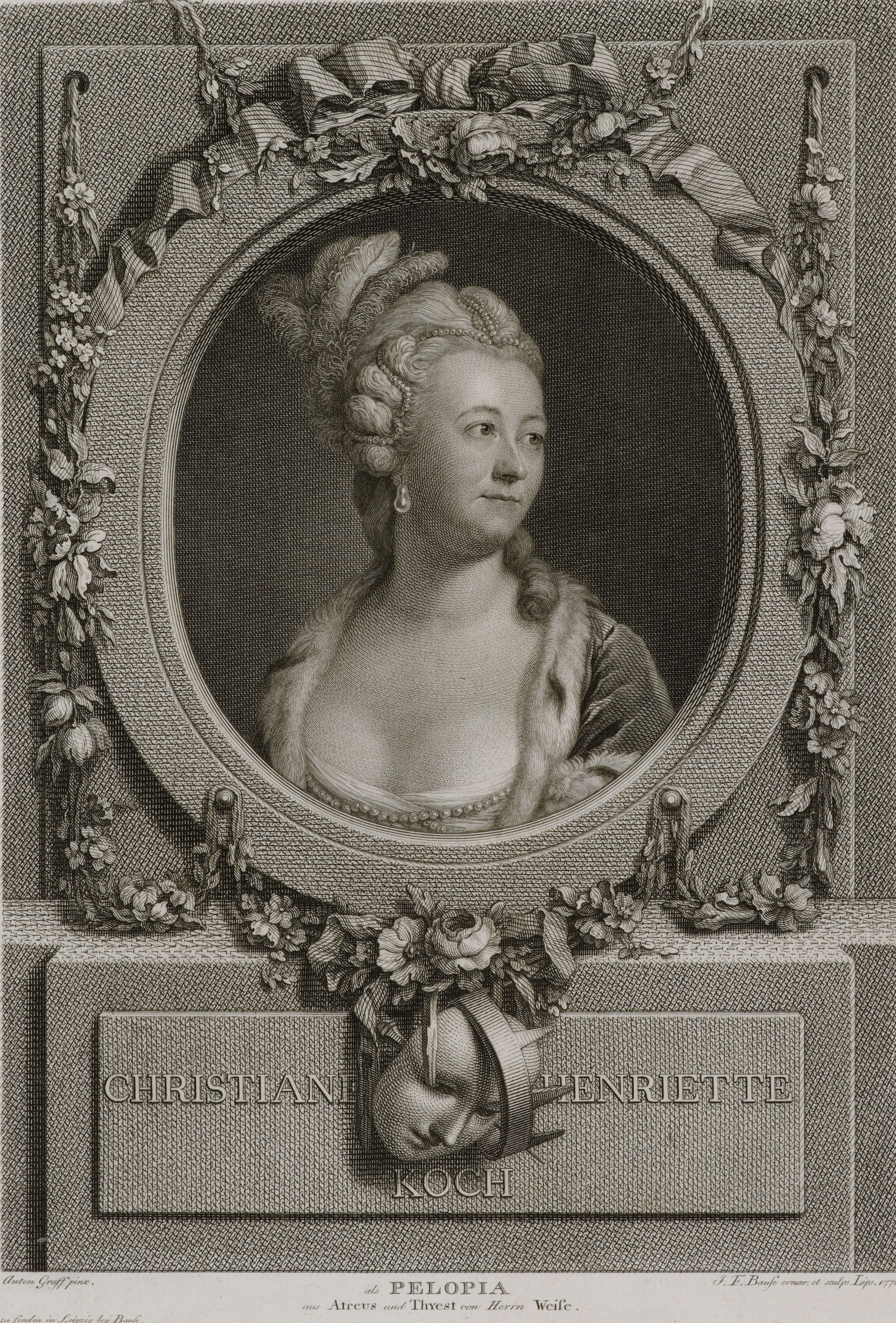
Christiane Henriette Koch (1731–1804)

Christiane Henriette Koch (* 1731 in Leipzig; † 11. April 1804 in Berlin) geborene Merleck war eine deutsche Schauspielerin und Theaterunternehmerin.

## Leben
Über sie als Schauspielerin ist wenig bekannt geworden. Allerdings war sie die erste deutsche Schauspielerin, die von einem bedeutenden Maler, nämlich Anton Graff, gemalt wurde.
Sie wurde um 1748 die zweite Ehefrau des Theaterunternehmers Heinrich Gottfried Koch. Nach ihrer Hochzeit debütierte sie in Voltaires „Oedipe“ als Confidentia in der Übersetzung ihres Mannes. Sie folgte weiter ihrem Mann auf verschiedenen Tourneen. Sie spielte zunächst in Soubrettenrollen, später auch in stark komisch gefärbten Partien. Sie spielte die Pelopia in der Tragödie Atreus, eben die Rolle, in der sie 1770 gemalt und von Johann Friedrich Bause in Kupfer gestochen wurde (Das sie bereits 1760 von Elias Gottlob Haußmann gemalt und von Johann Martin Bernigeroth gestochen wurden, reichte den BLKÖ offensichtlich nicht).
Heinrich Gottfried Koch starb 1775 und seine Frau erbte das Geschäft. Zunächst führte seine Witwe die Truppe noch aber am 15. April übernahm der Unternehmer Karl Theophil Döbbelin die Truppe. Die Koch erhielt eine Leibrente und zog sich vom Theaterleben zurück. Sie starb 1804 in Berlin.